# Verliebt in meine Frau
Verliebt in meine Frau ist eine französisch-belgische Filmkomödie von Daniel Auteuil aus dem Jahr 2018.

## Handlung
Verleger Daniel trifft auf der Straße zufällig seinen langjährigen Freund Patrick. Beide haben sich eine Weile nicht gesehen und Daniel lädt Patrick und seine neue Freundin Emma für das Wochenende zu sich zum Essen ein. Er teilt den Vorschlag vorsichtig seiner Frau Isabelle mit, die empört ablehnt, da Patrick für Emma seine Ehefrau Laurence verlassen hat, die Isabelles beste Freundin ist. Nachts träumt Isabelle jedoch, dass sich Daniel mit Patrick trifft und er im Gespräch mit Patrick erkennt, dass er unglücklich mit Isabelle ist. Überstürzt stimmt sie dem Essen am Wochenende zu.
Patrick erscheint etwas früher als Emma und bittet Daniel und Isabelle, beide nicht zu fragen, wo sie sich kennengelernt haben, da es Emma unangenehm sei. Emma erscheint und Daniel ist von ihr hingerissen. Das Essen vergeht mit mühsam versteckter Eifersucht von Isabelle und einem Daniel, der sich immer wieder in Tagträumen verliert, in denen Emma eine zentrale Rolle spielt. Dies führt dazu, dass er unkonzentriert ist, teilweise bizarre Antworten gibt und fahrig und überdreht wirkt. Isabelle wiederum glaubt aus Andeutungen Patricks herauszuhören, dass Emma eine Prostituierte ist und dass sich beide in einem Stripclub kennengelernt haben. Sie fragt entgegen Patricks Bitte nach, wie sich beide kennengelernt haben: Es stellt sich heraus, dass Emma gerne Schauspielerin wäre und kellnert; kennengelernt haben sich beide beim Gastroenterologen.
In der Küche erwärmt Daniel später Schokolade für Windbeutel, wobei ihm Emma zuschaut. Als sie die flüssige Schokolade kostet, stellt sich Daniel vor, wie er sie küsst – Patrick erscheint in der Küche und Daniel übergießt Emma erschrocken mit der Schokolade. Isabelle leiht ihr eines ihrer Kleider und mokiert sich vor Daniel über Emma und Patrick, der stets vor ihnen angibt, so hat er sie in sein neues Haus auf Ibiza eingeladen. Nach dem Schokoladenvorfall brechen Patrick und Emma überstürzt auf und Daniel regt sich über Patricks Selbstdarstellung auf. Zuhause gesteht Emma ihrem Freund, dass sie sich in Daniel verliebt hat. Sie bringt am nächsten Tag das geliehene Kleid zurück und gesteht Daniel indirekt ihre Liebe. Er lädt sie zu einem Glas Wein ein.
Parallel zur Haupthandlung stellt sich Daniel ein Leben mit Emma vor: Isabelle und Daniel nehmen dabei die Einladung von Patrick und Emma nach Ibiza an. Daniel sieht Emma im Swimming Pool und erlebt auch, wie Emma und Patrick streiten. Emma erhält ein Angebot, am Théâtre de l’Atelier in Paris in Onkel Wanja zu spielen. Daniel sieht sich das Stück mehrfach an und geht heimlich mit Emma aus. Diese hat sich von Patrick getrennt, der leidet. Er vermutet, dass Emma mit dem Regisseur ihres Stücks zusammen ist. Als sich Emma von Daniel trennen will, weil er verheiratet ist, lädt er sie nach Venedig ein. Hier verbringen beide eine schöne Zeit, bevor Emma unvermittelt mit ihm Schluss macht, da die Beziehung keine Zukunft hat. Daniel will zu Isabelle zurück, doch ist sie nicht mehr an ihm interessiert. Auch Patricks Freundschaft hat er verloren. Emma und der Regisseur des Theaterstücks werden ein Paar.
Angesichts dieser Aussichten entscheidet sich Daniel in der Gegenwart, Emma zu ignorieren und seiner Frau treu zu bleiben. Er lädt sie nach Venedig ein und Isabelle reagiert erfreut.

## Produktion

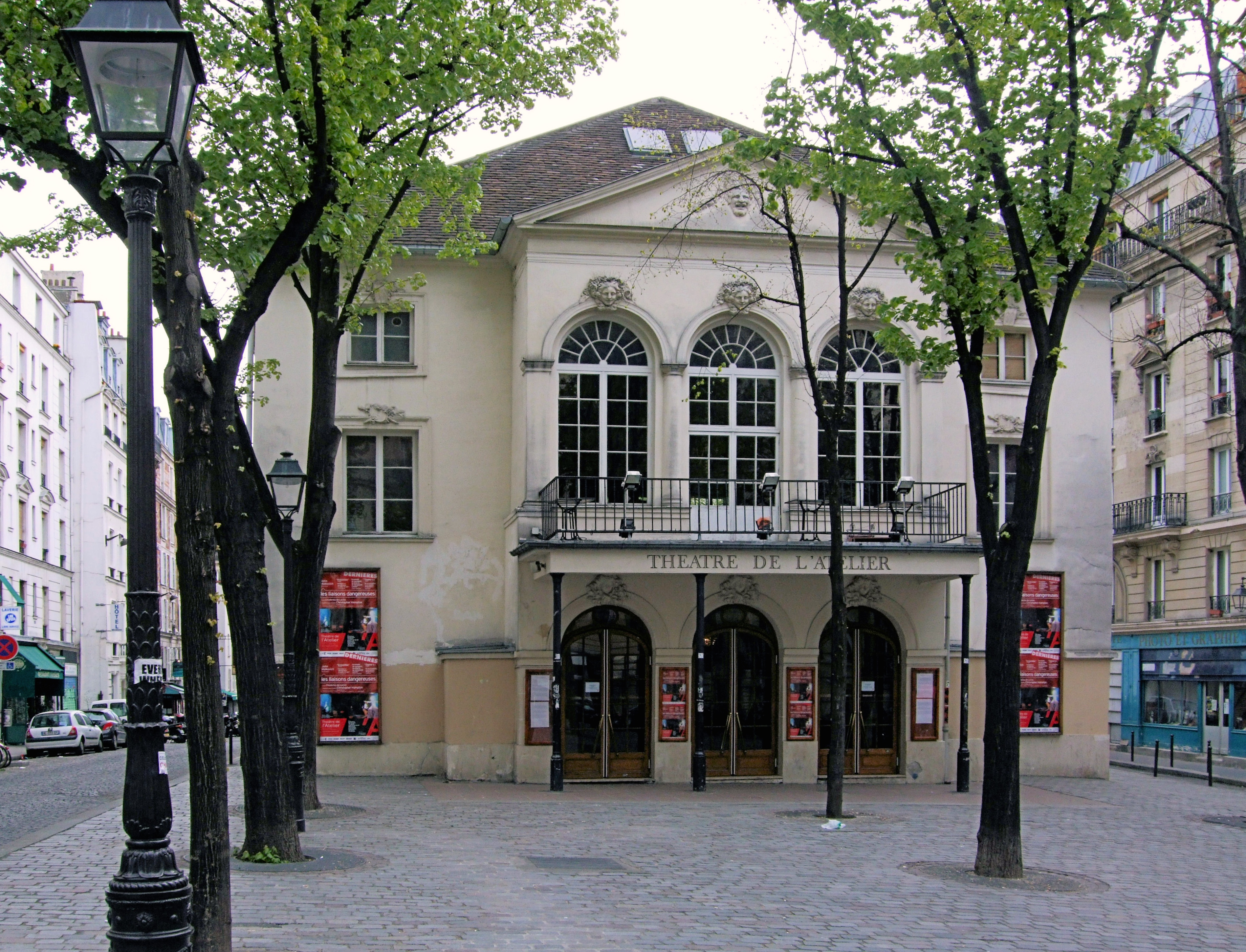
Das Théâtre de l’Atelier, ein Drehort des Films

Verliebt in meine Frau basiert auf dem Stück Hinter der Fassade von Florian Zeller, der auch das Drehbuch schrieb. Es war der vierte Film, bei dem Daniel Auteuil Regie führte. Er übernahm zudem die Hauptrolle und singt in einer Szene das von Thomas Dutronc geschriebene Lied Ma vie, mon cœur, ma jeunesse. Auteuil hatte die Rolle des Daniel in Hinter der Fassade bereits 2016 am Théâtre de Paris gespielt, wobei er auch Regie geführt hatte.
Der Film wurde in Paris und Venedig gedreht. Die Szene, in der Daniel und Patrick erstmals aufeinandertreffen, entstand auf dem Boulevard Saint-Germain in Paris, andere Szenen wurde vor dem Théâtre de l’Atelier gedreht. Die Kostüme schuf Charlotte Betaillole, die Filmbauten stammen von Herald Najar.
Verliebt in meine Frau kam am 25. April 2018 in die französischen Kinos und lief am 11. Oktober 2018 auch in den deutschen Kinos an. Im Februar 2019 erschien der Film in Deutschland auf DVD.

## Synchronisation
| Rolle    | Darsteller         | Synchronsprecher  |
| -------- | ------------------ | ----------------- |
| Isabelle | Sandrine Kiberlain | Katrin Zimmermann |
| Emma     | Adriana Ugarte     | Rubina Nath       |
| Patrick  | Gérard Depardieu   | Manfred Lehmann   |
| Daniel   | Daniel Auteuil     | Bodo Wolf         |

## Kritik
Der Spiegel schrieb, dass Verliebt in meine Frau „ein ekelerregender Film“ sei: „Der Eindruck wächst und erhärtet sich von Minute zu Minute, dass sich dieser Film bis in die dümmste Schlusspointe hinein der Agenda verschrieben hat, den derzeit viel zu doll gescholtenen Männertrieben apologetisch zur Seite zu springen. Je raffinierter er sich dabei gebärdet, […] desto widerlicher wird er.“ „Diese 85 Minuten sind nur peripher lustig, oft nur albern, selten knackig, oft nur hölzern“, befand die Sächsische Zeitung.
epd Film konstatierte, dass Auteuil „bei der Inszenierung der Paarbeziehungen ohne humoristische Widerhaken und mit schwerfälligem Timing altbackene Klischees umarmt.“ Auch die Neue Presse schrieb, dass „der sexistische Blick dieses Lustspiels […] 2018 peinlich [wirkt].“ „Für Perplexität sorgt das antiquierte Frauenbild, das die humoristischen Pointen speist und im heutigen Kontext nachgerade suizidär erscheint“, schrieb die Neue Zürcher Zeitung.